# L1210細胞
L1210细胞系（Leukemia 1210）是来源于8个月大的雌性DBA/2近交系小鼠腹水的细胞系，为白血病淋巴细胞。相比B淋巴细胞，L1210在形态上更接近淋巴母细胞，可在无胸腺裸鼠注入后7至10天发展成肿瘤。尾靜脈注射、腹腔注射或皮下接種L1210細胞可制備白血病小鼠模型。有研究指出可以通過睪丸接種L1210細胞，制備小鼠白血病細胞睪丸浸潤模型